# Sostolnica sv. Janeza, Valletta
Sostolnica svetega Janeza (malteško Kon-Katidral ta' San Ġwann) je rimskokatoliška sostolnica v Valletti na Malti, posvečena svetemu Janezu Krstniku. Gradili so jo malteški vitezi reda svetega Janeza med letoma 1572 in 1577 po naročilu velikega mojstra Jeana de la Cassièrja kot samostansko cerkev svetega Janeza (malteško Knisja Konventwali ta' San Ġwann). Cerkev je zasnoval malteški arhitekt Girolamo Cassar, ki je v Valletti zasnoval več pomembnejših stavb. V 17. stoletju so notranjost v baročnem slogu preuredili Mattia Preti in drugi umetniki. Notranjost cerkve je eden najboljših primerov visoke baročne arhitekture v Evropi. 

## Zgodovina
Sostolnico svetega Janeza Krstnika je leta 1572 naročil Jean de la Cassière, veliki mojster reda svetega Janeza.  V italijanskem jeziku je bila imenovana Chiesa Conventuale di San Giovanni Battista (samostanska cerkev svetega Janeza).  Cerkev je zasnoval malteški arhitekt Girolamo Cassar, ki je bil odgovoren tudi za gradnjo številnih drugih pomembnih stavb v Valleti. Ugotovljeno je, da je Cassar odšel na Rodos, da bi prinesel načrt že obstoječe cerkve z že opredeljeno vlogo svetega Janeza, ki pa je bila takrat že spremenjena v mošejo, da bi jo uporabil kot vzorec za sedanjo stolnico. Toda Cassar se je še vedno odločal o končnem oblikovanju in jo prilagajal ter bil edini arhitekt.  Ko je bila cerkev leta 1577 dokončana, je postala samostanska cerkev reda namesto cerkve svetega Lovrenca v glavnem sedežu reda v Birgu. Gradnja oratorija in zakristije se je začela leta 1598, ko je vladal Martin Garzez in ju je leta 1604 končal veliki mojster Alof de Wignacourt. 
V 1. prvem stoletju svojega obstoja je bila notranjost cerkve skromno okrašena, vendar pa je v 1660-ih veliki mojster Raphael Cotoner odredil preurejanje notranjosti, ker je tekmoval s cerkvami v Rimu. Kalabrijski umetnik Mattia Preti je bil odgovoren za okraševanje in je učinkovito popolnoma spremenil notranjost v baročnem slogu.  Kasnejši dodatki ob strani stolnice in grb velikega mojstra Antónia Manoela de Vilhene, ki je vladal od 1722 do 1736, so bili dodani pozneje.
Sveti Janez je ostal samostanska cerkev reda, dokler ni bil izseljen, ko so Malto zasedli Francozi leta 1798. Sčasoma je cerkev postala enakopravna z nadškofijsko stolnico v Mdini. Leta 1820 je malteški škof kot drugo možnost uporabil cerkev svetega Janeza, ki je uradno postala sostolnica.
Leta 1831 je sir Walter Scott razglasil stolnico za "veličastno cerkev, ki ima najpresenetljivejšo notranjost, ki sem jo kdaj videl". V 19. stoletju je Giuseppe Hyzler, vodja nazarenskega gibanja, odstranil nekatera dela baročne umetnosti, tudi baročni oltar v Francoski kapeli (Langue or tongue of France).
Zunanjost stolnice je bila rahlo poškodovana med letalskim bombardiranjem leta 1941 v drugi svetovni vojni in je komaj ušla popolnemu uničenju. Vsebina stolnice je bila pred bombardiranjem prenesena drugam, zato umetniška dela niso bila izgubljena.
Stolnica je bila obnovljena ob koncu 1980-ih in zgodnjih devetdesetih letih prejšnjega stoletja. Leta 2001 je bila ustanovljena fundacija sostolnice svetega Janeza (St. John's Co-Cathedral) za upravljanje in ohranjanje sostolnice in njenega muzeja. Strani so bile obnovljene med letoma 2008 in 2010, popolna obnova zunanjosti pa se je začela  julija 2014. Vodijo jo arhitekt Jean Frendo in osem restavratorjev. Obnovitev osrednjega dela fasade je bila končana septembra 2015, pričakuje se, da bo vse končano leta 2017.
Danes je sostolnica ena najbolj priljubljenih turističnih znamenitosti na Malti in je uvrščena na seznam kulturnih znamenitosti malteških otokov. 

## Zunanjost
Zunanjost sostolnice je zgrajena v manierističnem slogu, značilnem za arhitekta Girolama Cassarja. Fasada je precej ravna, vendar dobrih proporcev, omejena z dvema velikima zvonikoma. Vrata so obkrožena z dorskimi stebri, ki podpirajo odprt balkon, s katerega je veliki mojster govoril ljudem ob pomembnih priložnostih. Ob strani sta tudi dve prazni niši.  Niše in stebri so pretrgani s preostalo zunanjo manieristično arhitekturo. 
Na splošno je zunanjost precej stroga in spominja na trdnjavo [16], ki izraža Cassarjev slog kot vojaškega inženirja, pa tudi razpoloženje reda v letih po  velikem obleganju Malte leta 1565.

## Notranjost
Notranjost sostolnice je izjemno okrašena in je v ostrem nasprotju s fasado. Notranjost je v glavnem okrasil Mattia Preti, kalabrijski umetnik in vitez, na vrhuncu baročnega obdobja. Preti je zasnoval zapletene kamnite zidove in naslikal obokan strop in stranske oltarje s prizori iz življenja Janeza Krstnika. Zanimivo je, da  figure, naslikane na stropu ob vsakem stebru, najprej vidimo kot tridimenzionalne kipe, a pri natančnejšem pogledu vidimo, da je umetnik s senco in pametno umestitvijo ustvaril iluzijo tridimenzionalnosti. Omeniti je treba tudi, da je bilo rezbarjenje narejeno na kraju samem, ni bilo izdelano posebej in nato pritrjeno na stene (štukature). Malteški apnenec, iz katerega je zgrajena, je zelo dober za tako zapleteno rezbarjenje. Celotna marmornata tla so vrsta grobnic, v katerih je pokopanih okrog 400 vitezov in častnikov reda. [17] Je tudi kripta z grobovi velikih mojstrov, kot so Philippe Villiers de L'Isle-Adam, Claude de la Sengle, Jean Parisot de Valette in Alof de Wignacourt.
Leta 1666 je bil za izvedbo glavnega oltarja izbran največji malteški kipar Melchiorre Cafà. Cafà je načrtoval veliko kiparsko skupino v bronu, ki bi prikazovala Kristusov krst. Po tragični smrti leta 1667 v livarski nesreči, ko je delal v Rimu, so bili načrti opuščeni. Šele leta 1703 je Giuseppe Mazzuoli, njegov edini učenec, končal marmornato skupino Kristusov krst, na katero je morda vplivala nedotaknjena zasnova njegovega mojstra, vendar je prav gotovo nanj močno vplivala majhna skupina krščencev Alessandra Algardija. 
Nagrobni spomenik velikega mojstra Marc'Antonia Zondadarija (umrl 1722), nečaka papeža Aleksandra VII., je blizu glavnega vhoda. Prvotno naj bi bil v Italijanski kapelici, vendar je bil prevelik, tako da je bil postavljen v ladjo.

### Kapele
Sostolnica ima devet bogatih kapelic, od katerih je ena posvečena Materi božji iz Filerma, druge pa so posvečene svetim pokroviteljem vsakega od osmih jezikov (langues) reda. Na južni strani cerkve so kapele :
- Kapela Matere božje iz Filerma,  znana tudi kot Kapela blaženega zakramenta (Chapel of the Blessed Sacrament), ki je prvotno vsebovala ikono Matere božje iz Filerma in je bila last križarjev. Ikono je prevzel veliki mojster Ferdinand von Hompesch zu Bolheim, ko je bil red leta 1798 izgnan z Malte v Rusijo [15], zdaj pa je v Narodnem muzeju Črne gore.
- Kapela francoske province Auvergne, posvečena svetemu Boštjanu. Oltarna zgodba prikazuje svetost mučenika in sega v 17. stoletje. V kapeli je nagrobni spomenik velikega mojstra Anneta de Clermonta-Gessanta (umrl 1660).
- Aragonska kapela, posvečena svetemu Juriju. Oltarna slika kaže svetega Jurija na konju in velja za eno od mojstrovin Mattie Pretija. Veliki mojstri Martin de Redin (umrl 1660), Raphael Cotoner (umrl 1663), Nicolas Cotoner (umrl 1680) in Ramon Perellos y Roccaful (umrl 1720) so pokopani v tej kapeli.
- Kapela Kastilije, Leona in Portugalske, posvečena svetemu Jakobu. Oltarna slika prikazuje svetnika estetsko prijetno, tudi to je delo Mattie Pretija. Velika mojstra António Manoel de Vilhena (umrl 1736) in Manuel Pinto da Fonseca (umrl 1773) sta pokopana v marmornatih nagrobnih spomenikih v tej kapeli.

Na severni strani cerkve so:
- Anglo-bavarska kapela, znana tudi kot Kapela relikvij, posvečena svetemu Karlu Boromejskemu. Oltarna zgodba prikazuje svetnika pri Mariji in je pripisana Beaumontu. V kapeli je bilo prvotno veliko relikvij, ki jih je red pridobival v stoletjih, vendar so jih odstranili leta 1798.
- Provansalska kapela, posvečena nadangelu svetemu Mihaelu. Oltarna zgodba prikazuje nadangela, ki vodi božjo vojsko proti Satanu. V njej so marmorni nagrobni spomeniki velikih mojstrov Antoina de Paula (umrl 1636) in Giovannija Paola Lascarisa (umrl 1657).
- Francoska kapela, posvečena spreobrnjenju svetega Pavla. Oltarna slika prikazuje spreobrnjenje svetega Pavla na poti v Damask, tudi to je delo Mattie Pretija. V njej so tudi nagrobni spomeniki velikih mojstrov: Adriena de Wignacourta (umrl 1697) in Emmanuela de Rohana-Polduca (umrl 1797), markiza Wignacourta (umrl 1615) in Louisa Charlesa, grofa Beaujolaisa (umrl 1808) . Deli kapele so bili preurejeni v poznih 1830.
- Italijanska kapela, posvečena Brezmadežnemu spočetju in sveti Katarini Aleksandrijski. Oltarna zgodba prikazuje Mistično poroko svete Katarine,  delo Mattie Pretija. Kapela vsebuje tudi nagrobni spomenik velikega mojstra Gregoria Carafe (umrl 1690).
- Nemška kapela, posvečena Kristusovemu vstajenju. Prvotno je bila angleška, vendar je po angleški reformaciji postala nemška. Oltarna zgodba prikazuje Poklon modrecev in je delo slikarja Stefana Erardija.

### Pomembna umetniška dela
Slika, ki prikazuje Obglavljenje svetega Janeza (1608), slikarja Caravaggia (1571–1610), je najslavnejše delo v cerkvi (1608). Je ena od njegovih mojstrovin, največje platno, ki ga je naslikal, in edina slika, ki jo je slikar podpisal. Je v oratoriju, za katerega je bila poslikana.  Slika je bila obnovljena v poznih 1990-ih v Firencah. Na tej sliki je Caravaggio najveličastneje uporabil slog chiaroscúro. Po tej sliki je  najbolj slaven zaradi uporabe svetlobe, ki osvetljuje obglavljenje svetega Janeza na zahtevo Salome. V oratoriju je tudi Caravaggiev Sveti Hieronim piše (1607–1608).
Druga veličastna značilnost cerkve je zbirka marmornatih nagrobnikov v ladji, v kateri so bili pokopani pomembni vitezi. Pomembnejši vitezi so postavljeni bližje spredaj. Ti nagrobniki, bogato okrašeni z vgrajenim marmorjem, in grbi viteza, pokopanega spodaj, pa tudi slike, pomembne za tega viteza, ki pogosto povedo zgodbo o zmagi v bitki, sestavljajo bogato vizualno podobo cerkve.
Cerkvi je dodan muzej umetniških predmetov. V njem so flamske tapiserije, ki jih je oblikoval Peter Paul Rubens. Podaril jih je veliki mojster Ramon Perellos y Roccaful. Na ogled so tudi slike velikih mojstrov Jeana de la Cassièrja, Nicolasa Cotonerja in Manuela Pinta da Fonsece, slike, ki so bile prej v stranskih kapelah, kot je Sveti Jurij ubija zmaja Francesca Potenzana.